# Anglo-Hellenic League
L'Anglo-Hellenic League, en français : ligue anglo-hellénique, est fondée au lendemain des guerres balkaniques de 1912-13 afin de contrer la propagande anti-grecque au Royaume-Uni. Destinée à la promotion de la compréhension et de l'amitié anglo-grecque, la ligue a une longue histoire de travail caritatif et culturel. Après la Première Guerre mondiale, par l'intermédiaire de John Gennadius, cofondateur et président honoraire, la ligue joue un rôle de premier plan dans la création de la chaire Koraes d'histoire, de langue et de littérature grecques et byzantines modernes au King's College de Londres. Pendant la Seconde Guerre mondiale, la ligue collecte des fonds pour la population grecque affamée et pour la marine de guerre hellénique et la marine marchande. Dans l'immédiat après-guerre, la ligue apporte son aide à un foyer pour enfants, à un hôpital d'Athènes et à des villages dévastés par la guerre dans des régions reculées de la Grèce. Elle apporte également une aide similaire aux îles Ioniennes du sud après le tremblement de terre de 1953. En 1979/1980, la ligue collecte plus de 80 000 £ pour l'appel Sauvez l'Acropole. 
Il s'agit d'une organisation soutenant et promouvant les relations et la compréhension anglo-grecques. En 1990, elle publie un magazine semestriel, The Anglo-Hellenic Review. Cette publication cesse à l'automne 2014 après 50 numéros.
Elle est une société membre du Hellenic Centre, et depuis le milieu des années 1990, elle y est hébergée à Londres.
Depuis 1986, la ligue décerne chaque année le Runciman Award (en) (nommé en l'honneur de l'écrivain et historien Steven Runciman) pour les livres publiés en anglais et ayant trait à la Grèce et à l'hellénisme.